# The Guardians of the Galaxy Holiday Special
The Guardians of the Galaxy Holiday Special (tạm dịch tiếng Việt: Vệ binh dải Ngân Hà: Ngày lễ đặc biệt) là một tập phim truyền hình đặc biệt Mỹ được tạo ra bởi James Gunn, bao gồm viết kịch bản và đạo diễn cho dịch vụ phát trực tuyến Disney+ dựa trên nhóm siêu anh hùng Vệ binh dải Ngân Hà của Marvel Comics vào ngày lễ Giáng Sinh. Đây là phim truyền hình đặc biệt thứ 2 trong Vũ trụ Điện ảnh Marvel, nối tiếp các phim khác trong MCU do Marvel Studios sản xuất.
Các diễn viên chính của phim bao gồm Chris Pratt, Zoe Saldaña, Dave Bautista, Vin Diesel, Bradley Cooper, Karen Gillan và Pom Klementieff sẽ đóng vai chính đồng thời đóng lại vai diễn của họ trong loạt phim. Gunn đã làm việc và lên ý tưởng cho bộ phim đặc biệt trong vài năm trước khi nó được công bố vào tháng 12 năm 2020. Quá trình quay phim sẽ diễn ra ở Atlanta, Georgia, trong quá trình sản xuất Vệ binh dải Ngân Hà 3 (2023), bắt đầu vào tháng 11 năm 2021 và dự kiến kéo dài đến tháng 4 năm 2022.
The Guardians of the Galaxy Holiday Special dự kiến phát hành vào ngày 25 tháng 12 năm 2022 trên Disney+ và là dự án cuối cùng kết thúc Giai đoạn 4 của MCU.

## Nội dung
Nhóm Vệ binh dải Ngân Hà mua Knowhere từ Người Sưu tầm và nhận Cosmo the Spacedog làm thành viên mới. Khi Giáng sinh đến gần, Kraglin Obfonteri kể cho các Vệ binh câu chuyện về việc Yondu Udonta đã hủy hoại Giáng sinh của Peter Quill thời thơ ấu như thế nào. Mantis thảo luận với Drax về việc tìm một món quà Giáng sinh hoàn hảo cho Quill, vì Quill vẫn còn chán nản sau sự ra đi của Gamora. Sau khi động não tìm ý tưởng, họ quyết định đến Trái đất và tìm lại anh hùng thời thơ ấu của Quill, nam diễn viên Kevin Bacon.
Mantis và Drax đến Hollywood, Los Angeles, nơi họ cố gắng tìm kiếm Bacon. Sau khi dành thời gian ở Đại lộ Danh vọng Hollywood và một quán bar, họ có được bản đồ nơi ở của những ngôi sao và xác định vị trí nhà của Bacon ở Beverly Hills. Bacon, người đang đợi gia đình trở về, vô cùng sợ hãi trước sự xuất hiện của Mantis và Drax nên cố gắng trốn thoát. Cảnh sát đến để giúp đỡ, nhưng Mantis đặt họ và Bacon vào trạng thái thôi miên trước khi đưa Bacon đi cùng. Khi họ trở lại Knowhere, Mantis và Drax thất vọng khi biết rằng Bacon là một diễn viên chứ không phải anh hùng ngoài đời thực. Sau đó, những Người bảo vệ đã làm Quill ngạc nhiên bằng một lễ kỷ niệm Giáng sinh, nhưng Quill kinh hoàng khi biết rằng Bacon đã bị bắt cóc trái với ý muốn của anh ta, yêu cầu anh ta phải trở về nhà. Trên con tàu vũ trụ mới của đội Vệ binh, Bowie, Bacon học được từ Kraglin cách anh ấy truyền cảm hứng cho chủ nghĩa anh hùng của Quill và quyết định tổ chức lễ Giáng sinh với nhóm Vệ binh trước khi trở về nhà.
Sau lễ kỷ niệm, Quill tiết lộ với Mantis rằng Yondu cuối cùng đã thay đổi ý định về Giáng sinh và tặng anh ta một cặp máy nổ hiện được dùng làm vũ khí chính của anh ta. Mantis tâm sự với anh rằng cô ấy là em gái cùng cha khác mẹ của Quill, sau nhiều năm từ chối nói cho anh biết sự thật vì sợ khiến anh nhớ lại những hành vi sai trái của cha mình là Ego, trước sự ngạc nhiên và phấn khởi của Quill.

## Diễn viên
- Chris Pratt trong vai Peter Quill / Star-Lord:
Thủ lĩnh nửa người nửa Celestial của nhóm Vệ binh dải Ngân Hà, anh là người bị bắt cóc từ Trái đất khi còn là một đứa trẻ và được nuôi lớn bởi một nhóm trộm cướp và buôn lậu ngoài hành tinh gọi là Ravagers.[1] Luke Klein lồng tiếng cho Peter Quill thời trẻ trong các cảnh hồi tưởng hoạt họa.
- Dave Bautista trong vai Drax the Destroyer: Một thành viên của đội Vệ binh và là một chiến binh có kỹ năng cao.[1]
- Karen Gillan trong vai Nebula: Một thành viên của nhóm Vệ binh và cựu Avenger, là một đứa trẻ mồ côi đến từ một thế giới xa lạ, và được Thanos huấn luyện để trở thành sát thủ riêng của hắn.[1]
- Pom Klementieff trong vai Mantis: Một thành viên của nhóm Vệ binh có sức mạnh đồng cảm và là em gái cùng cha khác mẹ của Quill.[1]
- Vin Diesel trong vai Groot: Một thành viên của đội Vệ binh đồng thời là người thân của Rocket.[1]
- Bradley Cooper trong vai Rocket: Một thành viên của nhóm Vệ binh và là một thợ săn tiền thưởng giống gấu mèo bị biến đổi gen; là một bậc thầy về vũ khí và chiến thuật quân sự.[1]
- Sean Gunn trong vai Kraglin Obfonteri: Một thành viên của đội Vệ binh và cựu chỉ huy thứ hai của Yondu Udonta trong Ravagers.
- Ban nhạc Old 97's đóng vai một ban nhạc ngoài hành tinh trên Knowhere.  Ca sĩ chính Rhett Miller đóng vai Bzermikitokolok, trong khi các bạn cùng ban nhạc của Miller là Murry Hammond, Ken Bethea và Philip Peeples lần lượt đóng vai các thành viên ban nhạc Kortolbookalia, Sliyavastojoo và Phloko.
- Michael Rooker trong vai Yondu Udonta: Một kẻ lừa đảo da xanh của Ravagers và là cựu thành viên của đội Vệ binh, người là cha của Quill và đã chết trong Vệ binh dải Ngân Hà 2 (2017). Rooker lồng tiếng cho Yondu trong các cảnh hồi tưởng hoạt hình.
- Kevin Bacon trong vai một phiên bản hư cấu của chính ông, người là anh hùng của Quill và do đó bị các Hộ vệ khác truy đuổi.

Maria Bakalova trong vai Cosmo the Spacedog, một chú chó có tri giác được Liên Xô gửi vào vũ trụ; nhân vật này trước đó đã được thể hiện bởi diễn viên chó Fred trong Vệ binh dải Ngân Hà (2014) và Vệ binh dải Ngân Hà 2 (2017). Vợ của Bacon, Kyra Sedgwick chỉ có vai trò lồng tiếng là một phiên bản hư cấu của chính cô ấy.  Flula Borg xuất hiện với tư cách là nhân viên pha chế rượu tại quán bar mà Mantis và Drax ghé thăm ở Hollywood . 

## Sản xuất

### Phát triển và kịch bản
Vào tháng 12 năm 2020, Chủ tịch Marvel Studios Kevin Feige đã công bố phát triển The Guardians of the Galaxy Holiday Special, một chương trình truyền hình đặc biệt mới có Vệ binh dải Ngân Hà do James Gunn, biên kịch và đạo diễn của phim Vệ binh dải Ngân Hà. Gunn cho biết đây là một trong những câu chuyện yêu thích nhất của ông từ trước đến nay, với một câu chuyện đầy tính điên rồ và thú vị nhất có thể "mong muốn thực hiện trong nhiều năm qua". Gunn nói thêm rằng phần đặc biệt sẽ phiên bản live-action và canon cho Vũ trụ Điện ảnh Marvel. Gunn hoàn thành kịch bản vào tháng 4 năm 2021 sau khi hoàn thành ý tưởng ban đầu nhiều năm trước. Dàn diễn viên chính của các phim Vệ binh được công bố, câu chuyện lấy bối cảnh giữa Thor: Tình yêu và sấm sét (2022) và Vệ binh dải Ngân Hà 3 (2023). Gunn lưu ý rằng có những phần đặc biệt trong phim sẽ giúp hoàn thiện nội dung trong phần 3. Phần Speccial ban đầu được cho là sẽ được quay trong phần 3. Thời gian sản xuất ban đầu của phần 3 là vào năm 2019, trước khi quá trình sản xuất bị lùi lại do đại dịch. Vào tháng 6, Vin Diesel, người lồng tiếng cho Groot trong MCU cho biết Feige rất hào hứng về một câu chuyện được lên kế hoạch để Groot trở về Hành tinh X quê hương của anh ấy. The Guardians of the Galaxy Holiday Special sẽ có thời lượng dài khoảng 40 phút.

### Tuyển vai
The Guardians of the Galaxy Holiday Special, các diễn viên Chris Pratt, Zoe Saldana, Dave Bautista, Vin Diesel, Bradley Cooper, Karen Gillan và Pom Klementieff, tất cả vai diễn của họ từ những bộ phim trước sẽ được giữ nguyên trong vai các nhân vật Vệ binh Peter Quill / Star-Lord, Gamora, Drax the Destroyer, Groot, Rocket, Nebula và Mantis tương ứng.

### Quay phim
Phần Special sẽ được quay tại Atlanta, Georgia, trong quá trình sản xuất Vệ binh dải Ngân Hà 3. Quá trình quay phim cho phần 3 bắt đầu vào ngày 8 tháng 11 năm 2021, với quá trình sản xuất bộ phim dự kiến kéo dài đến tháng 4 năm 2022.

### Hậu kỳ
Greg D'Auria đóng vai trò là người biên tập cho số đặc biệt.

### Âm nhạc
John Murphy, nhà soạn nhạc của Vệ binh dải Ngân Hà 3, đã được xác nhận để soạn nhạc cho Holiday Special vào tháng 1 năm 2022.

## Phát hành
The Guardians of the Galaxy Holiday Special dự kiến phát hành vào ngày 25 tháng 12 năm 2022, trong kỳ nghỉ lễ. Bộ phim sẽ thuộc Giai đoạn 4 của MCU.